# Carolina Nevenka Goić Borojević
Carolina Nevenka Goić Borojević (Puerto Natales, Čile, 20. prosinca 1972.) je čilska političarka hrvatskog podrijetla. Po struci je odvjetnica.
Članica je Demokršćanske stranke i zastupnica 60. okruga, koji obuhvaća izborne jedinice Rio Verde, Antártica, Laguna Blanca, Cabo de Hornos, Porvenir, Primavera, Punta Arenas, San Gregorio, Timaukel i Torres del Paine.
To je mjesto izborila na parlamentarnim izborima 2005. gdje je ušla kao predstavnica koalicije Koncertacije i na parlamentarnim izborima 2009. gdje je ušla kao predstavnica koalicija Koncertacije i koalicije Juntos Podemos Más.